# Vaudancourt
Vaudancourt je francouzská obec v departementu Oise v regionu Hauts-de-France. V roce 2011 zde žilo 176 obyvatel.

## Vývoj počtu obyvatel
Počet obyvatel 